# Jan Claesson
Jan Claesson, född 18 januari 1958, är en svensk före detta professionell ishockeyspelare.
Jan tog SM-guld 1983 och SM-silver 1985 med Djurgården Hockey, samt SM-silver 1986 med Södertälje SK.